# Saffire Inc.
Saffire és una petita empresa desenvolupadora de videojocs ubicada a American Fork, Utah. Ha estat una empresa important en aportar videojocs de llicència i també altres nous originals per l'empresa. Va ser fundada pel cofundador de Sculptured Software, Hal Rushton.

## Títols
| Títol                                        | Publicador               | Plataformes                           |
| -------------------------------------------- | ------------------------ | ------------------------------------- |
| James Bond 007                               | Nintendo                 | Game Boy                              |
| Oddworld: Abe’s Oddysee                      | GT Interactive           | Game Boy                              |
| Oddworld: Abe’s Exoddus                      | GT Interactive           | Game Boy Color                        |
| StarCraft: Brood War                         | Blizzard, Sierra On-Line | Windows, Mac OS                       |
| Bio F.R.E.A.K.S.                             | Midway                   | N64, PlayStation                      |
| Rampage World Tour                           | Midway                   | N64                                   |
| CyberTiger                                   | Electronic Arts          | N64                                   |
| Top Gear Rally 2                             | Kemco                    | N64                                   |
| Xena: Warrior Princess: The Talisman of Fate | Titus                    | N64                                   |
| Rainbow Six                                  | Red Storm Entertainment  | N64                                   |
| ESPN MLS Gamenight                           | Konami                   | PlayStation                           |
| Lego Bionicle                                | Nintendo                 | Game Boy Advance                      |
| E.T.: Escape from Planet Earth               | NewKidCo                 | Game Boy Color                        |
| Hot Wheels: Velocity X                       | THQ                      | Game Boy Advance                      |
| Justice League                               | Midway                   | PC                                    |
| Barbarian                                    | Titus Software           | PlayStation 2                         |
| The Hobbit                                   | Sierra Entertainment     | Game Boy Advance                      |
| Peter Pan                                    | Atari                    | Game Boy Advance                      |
| Van Helsing                                  | Vivendi Universal        | PlayStation 2, Xbox, Game Boy Advance |